# Принцеса Піч
Принцеса Тоадстул Піч (англ. Princess Peach Toadstool, або спрощено Піч (англ. Peach — персик) — персонаж відеоігор, створена Сігеру  Міямото для компанії Nintendo. Відома в першу чергу як діва у біді у серії ігор про Маріо. До кінця 1996 року за межами Японії була відома як Принцеса Тоадстул. Принцеса вигаданого Грибного Королівства, в якому відбувається дія більшості ігор серії Маріо.
Вперше фігурує в грі Super Mario Bros. 1985 року, де її викрадає головний ворог Маріо Король Боузер Купа. У сиквелі Super Mario Bros. 2 гравцеві надається можливість вибирати Піч як одного з чотирьох ігрових персонажів. Однак незважаючи на появу в безлічі наступних ігор, власна гра з Піч як головною героїнею (Super Princess Peach) вийшла тільки в 2006.

## Опис персонажа
Принцеса Піч найчастіше зображується одягненою в рожеву сукню, з золотистим волоссям і витонченою короною на голові. У неї добра натура і хороші манери, в більшості ігор Піч зображується безкорисливою і великодушною, не виявляє агресивності в жодній формі, навіть при зіткненні зі своїми ворогами. І хоча в деяких іграх лиходії все ж провокують у неї гнів, переважно Піч веде себе благопристойно і стримано.

## Появи в іграх
- NES
  - Super Mario Bros.
  - Super Mario Bros. 2
  - Super Mario Bros. 3
  - Golf
  - NES Open Tournament Golf
  - Dr. Mario
  - Yoshi's Cookie

- Super Nintendo
  - Super Mario World
  - Yoshi's Safari
  - Super Mario RPG: Legend of the Seven Stars
  - Super Mario Kart
  - Yoshi's Cookie

- Virtual Boy
  - Mario's Tennis

- Gameboy
  - Golf
  - Dr. Mario
  - Yoshi's Cookie

- Gameboy Color
  - Mario Tennis
  - Mario Golf
  - Game & Watch Gallery 3

- Nintendo 64
  - Super Mario 64
  - Paper Mario
  - Mario Kart 64
  - Mario Party
  - Mario Party 2
  - Mario Party 3
  - Mario Tennis
  - Mario Golf

- Gameboy Advance
  - Mario & Luigi: Superstar Saga
  - Mario Kart Super Circuit
  - Mario Party Advance
  - Mario Tennis: Power Tour
  - Mario Golf: Advance Tour
  - Mario Pinball Land

- Nintendo Gamecube
  - Super Mario Sunshine
  - Paper Mario: The Thousand-Year Door
  - Mario Kart: Double Dash!!
  - Mario Party 4
  - Mario Party 5
  - Mario Party 6
  - Mario Party 7
  - Mario Power Tennis
  - Mario Golf: Toadstool Tour
  - Mario Superstar Baseball
  - Mario Smash Football
  - Super Smash Bros. Melee
  - SSX on Tour
  - NBA Street V3

- Nintendo DS
  - Super Mario 64 DS
  - Mario & Luigi: Partners in Time
  - New Super Mario Bros.
  - Super Princess Peach
  - Mario Kart DS
  - Mario Party DS
  - Mario Hoops 3 on 3
  - Mario & Sonic at the Olympic Games
  - Itadaki Street DS

- Wii
  - Super Paper Mario
  - Super Mario Galaxy
  - Mario Kart Wii
  - Mario Party Wii
  - Mario Super Sluggers
  - Mario Strikers Charged Football
  - Mario & Sonic at the Olympic Games
  - Super Smash Bros. Brawl

- Arcade
  - Mario Kart Arcade GP
  - Mario Kart Arcade GP 2

## Цікаві факти
- Принцеса Піч займає 4 місце в списку найвидатніших жіночих персонажів в історії комп'ютерних ігор за версією Tom's Games[2].
- Гра Super Princess Peach є першою грою, в якій Піч відводиться головна роль.
- В одному епізоді мультфільму «Червоні проти синіх» Сардж жартівливо називає Пончика «Принцесою Піч» через його рожеву броню.